# تپه پشت خورتاو۱
تپه پشت خورتاو۱ مربوط به عصر مس و سنگ - دوره اشکانیان است و در شهرستان هرسین، بخش بیستون، دهستان شیرز، ۱۱۰۰ متری ضلع شمال شرقی روستای سرماج حسین خانی واقع شده و این اثر در تاریخ ۲۶ اسفند ۱۳۸۷ با شمارهٔ ثبت ۲۵۶۹۰ به‌عنوان یکی از آثار ملی ایران به ثبت رسیده است.